# Casavegas

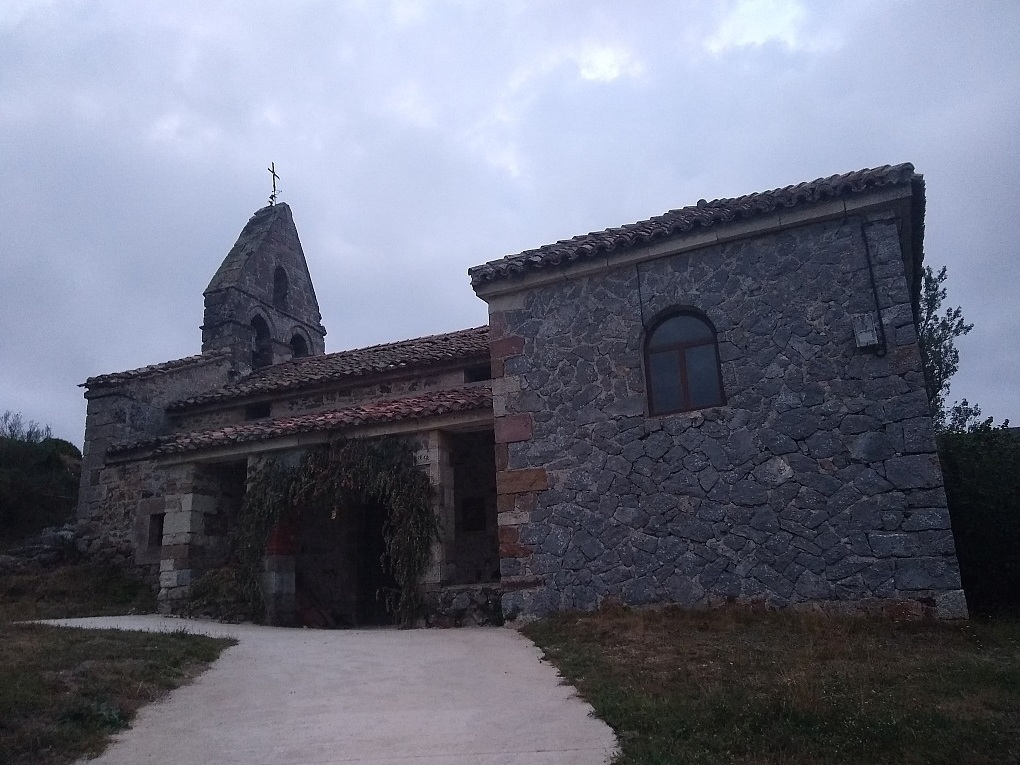
Iglesia de la Asunción

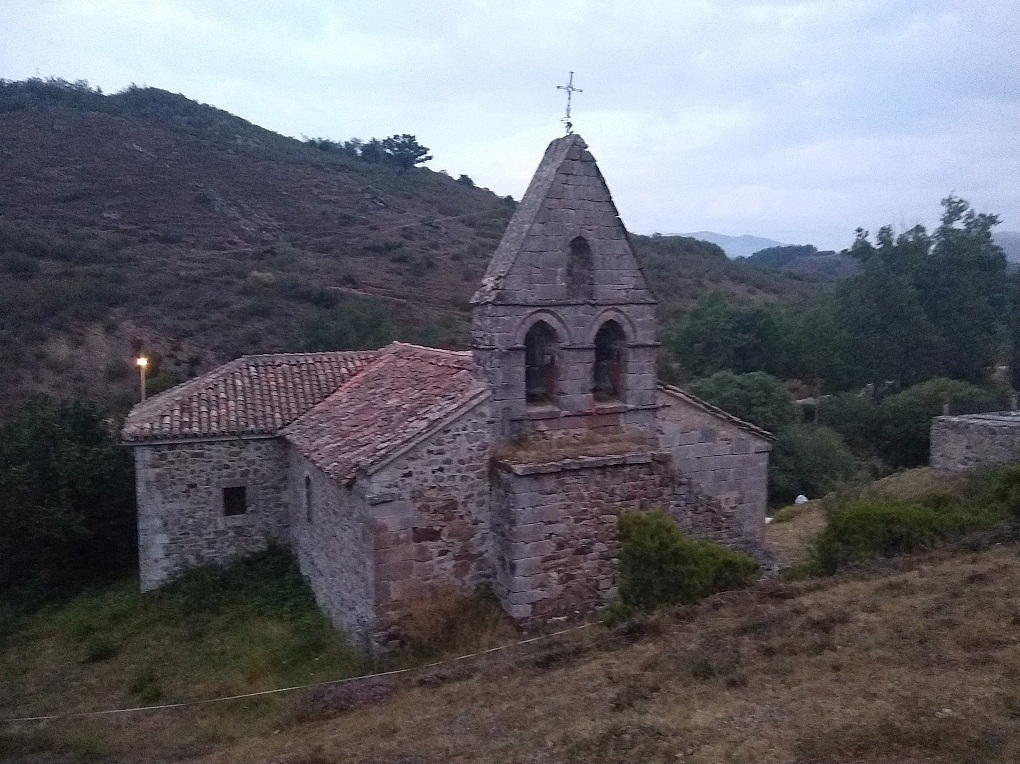
Iglesia de la Asunción

Casavegas es una localidad y también una pedanía del municipio de La Pernía en la provincia de Palencia, en la comunidad autónoma de Castilla y León, España. Está a una distancia de 7 km de San Salvador de Cantamuda, la capital municipal, en la comarca de Montaña Palentina y de 140 km de Palencia capital.

## Demografía
Evolución de la población en el siglo XXI
| Gráfica de evolución demográfica de Casavegas entre 2000 y 2020    |
|                                                                    |
| Población de derecho (2000-2020) según el padrón municipal del INE |

## Historia
Si bien los datos fundacionales de la actual Casavegas, nombrado como "Casa de Vegas", Casa-Vegas y Casabegas en numerosos documentos históricos, son confusos, aparece nombrada con asiduidad a partir del siglo XVI como parte integrante del Condado de Pernía.
Así, en el "Censo de Pecheros de Carlos I" de 1528 aparece Casavegas con 12 vecinos pecheros, es decir, doce vecinos con obligaciones tributarias personales. (Cod. Pr. Num. 34.145) 
En las Reales Ordenanzas de San Salvador de Cantamuda (1570) aparecen entre los residentes en Casavegas: 
> D. Juan Alonso, Regidor de Casavegas, 
> Gonzalo Beneyte 
> Toribio Martínez (de la Cuesta? Escribano Real de San Salvador ¿?) 
> Juan Redondo, examinador de sastres

En tanto que D. Rodrigo de Colmenares aparece como Alcalde de San Salvador y los lugares de Areños y Casavegas en la misma fecha de 1570. 

En el año 1587 según los datos recopilados en el "Censo de Población de las Provincias y Partidos de la Corona de Castilla en el s. XVI" (impreso en 1829 y guardado en el Archivo de Salamanca), Casavegas consta como integrante del Condado de Pernía junto a: 
Cerbera (Cervera de Pisuerga), Ligarzana (Ligüerzana), Bergano (Vergaño), Basadornin (Valsadornin), Barcenilla (de Pisuerga), Valdespinoso, Muda, Gramedo, Bado, Rebanal de los Caballeros, Triollo, La Lastra, Los Llazos, Resoba, Ruesga, Colmenares (de Ojeda), Santibáñez (de la Peña), Piedrasluengas, Baños (Vañes), San Martin (de Redondo, desaparecido), Rebanal de las Llantas, Saelices (San Felices de Castilleria), Villanueva (de la Torre), Celada (de Roblecedo), Valderedondo (¿?), Ventanilla, Bardena, Vidrieros, Estalaya, Levanta el Campo, Lores, Arbejal, Herreruela (de Castilleria), Polentinos, San Salvador, Herreros, Cama Sobres (Camasobres), Quintana (Quintanaluegos¿?), San Cebrián de Mudá, Dehesa de Montejo, Rueda de Río Pisuerga, y Areños, con un total de 1.293 habitantes. 

El 08/02/1591 se nombra a Sancho Gutiérrez y a García Fresno como "Quadrilleros del lugar de Casavegas" en las mismas Ordenanzas de San Salvador. 

De esta localidad son procedentes Francisco Duque (algunos estudiosos le ponen el apellido Duque de Estrada, si bien, vamos a ser cautelosos), casado con María Colmenares (1) (vecinos de Casavegas) y Juan Duque Colmenares, su hijo, (nacido el 10/06/1665) casado con Fabiana López de Lamadrid. Ambos fueron hidalgos cofrades en la Colegial de San Salvador de Cantamuda. 
> D. Juan Duque Colmenares fue Pechero o Cogedor del Pecho Real junto a Simón Herrera, es decir, una especie de recaudador de impuestos de la época. 
El pecho, la pecha o los pechos son aquellas pagas o contribuciones que daban al Rey los hombres buenos, llamados comúnmente pecheros o del estado general por razón de su vasallaje, defensa en la guerra y conservación en la paz. Equivale también a pueblo llano o vasallo.
D. Juan Duque Colmenares parece fue padre junto a Dña. Fabiana de:
> Dña. Josefa Duque López de Lamadrid, esposa del hidalgo Simón de Cosio, nacido en San Salvador de Cantamuda el 06/11/1690. Según "Tramitación de expediente
de Hidalguía en la Real Chancillería de Valladolid" casaron en Casavegas (Redondo-Areños, Palencia) el 05/09/1722 y fueron padres de:
> D. Manuel Cosío Duque, nacido el 05/05/1734. Aparece como vecino de Unquilana el 11/05/1756 por lo que inicia juicio o expediente para el reconocimiento del
estado de Hidalgo para así evitar el pago de pechos o impuestos. Según Real Provisión de la Real Chancillería de Valladolid le es reconocido el 30/06/1976.
(Simón de Cosío, nacido en San Salvador de Cantamuda el 06/11/1690, hijo del Hidalgo García de Cosio (nacido el 18/05/1649) y Maria de Cosio y casados en Lores el 22/08/1686, hijos a su vez del hidalgo Bartolomé de Cosio y Clara Salceda y de Agustín de Cosio y Colmenares y María Gómez.
Simón de Cosio presenta pruebas de nobleza para defender su hidalguía. Así en 1722, 1730 y 1732 aparece en los Padrones de San Salvador como Hidalgo: em 1743 y 1754 como Mayoral de Iglesia; Regidor en 1733, 1740 y 1741; Alcalde de la Santa Hermandad en 1733 y como Noble en 1725 y 1729.
Así mismo, se menciona a:
> Dña. Ana Duque, casada en 1692 en Casavegas, junto a D. Felipe de Mier y Terán Bustamante. Padres de: 
> Felipe Mier y Terán Duque (fallecido en 1757), casado con Josefa López de Lamadrid, fallecida el 11/09/1785 en Caloca. 
> José Mier y Terán Duque (bautizado 28/03/1695)
> Dña. Francisca Duque, casada en Casavegas, con Antonio Mier y Terán Colmenares, hijo de Ana Colmenares (2) y Antonio de Mier y Terán Bustamente, hermano de Felipe de Mier y Terán Bustamente e hijos de Antonio Mier y Terán Cosio y Jerónima Bustamente. 
(1) y (2) María Colmenares y Ana Colmenares parecen ser hermanas y puede que sean familia directa de Rodrigo de Colmenares, Alcalde en 1570 de San Salvador, Areños y Casavegas.
En 1851, M. Sangrador lo cita en su "Historia de la Muy Noble y Leal Ciudad de Valladolid desde su más remota antigüedad" encuentra el origen del río Pisuerga en el arroyo de Casavegas diciendo: «Tiene su origen el río Pisuerga en dos distintos puntos, el primero considerado como fuente principal por su mayor altura, es el puerto de Sierras Albas, veintiocho leguas distante de Valladolid, sobre el lugar de Casavegas, el último y más elevado del Condado de Pernía...» (Historia de la Muy Noble y Leal Ciudad de Valladolid, desde su más remota antigüedad. Matías Sangrador Vítores, imprenta de M. Aparicio, 1851)
Así mismo, se nombra como parte del arciprestazgo de Cardaño en el Condado de Pernía, del que formarán parte: (San) Salvador, El Campo, La Lastra, Areños y Casavegas con 47, 14, 23, 10 y 15 parroquianos. Total: 109
A la caída del Antiguo Régimen la localidad se constituye en municipio constitucional que en el censo de 1842 contaba con 4 hogares y 21 vecinos, para posteriormente integrarse en Redondo-Areños.

## Patrimonio
- Su Iglesia está consagrada a Nuestra Señora de la Asunción, se conserva su espadaña de origen románico, el resto es bastante posterior, cuenta con una escultura de la Virgen con el niño del siglo XIV.

- Localidad situada dentro del parque natural Montaña Palentina